# Aeroportul regional Kingston
Aeroportul regional Kingston (IATA: ISO, ICAO: KISO, FAA LID: ISO) este un aeroport din Carolina de Nord, Statele Unite ale Americii. Aeroportul a fost tranzitat în 2019 de 26 de pasageri. A fost deschis în 1942.
Situat la o altitudine de 29 m, aeroportul dispune de 1 pistă.

## Infrastructură

### Piste
Aeroportul dispune de o singură pistă. Pista 05/23 are suprafața de asfalt și dimensiunile 11.500 picioare × 150 picioare. 